# Star Maze
Star Maze est un jeu vidéo d’arcade de type shoot 'em up, dans le style d’Asteroids, créé par Robert Woodhead et Gordon Eastman et publié par Sir-Tech en 1982. Le jeu se déroule dans des labyrinthes, différents dans chacun des seize niveaux du jeu. Le joueur y pilote un vaisseau spatial et doit tirer sur des ennemis et récupérer des joyaux. Le vaisseau et les projectiles rebondissent sur les murs du labyrinthe. Chaque niveau contient neuf joyaux qui doivent être récupérer par le vaisseau contrôlé par le joueur avant d’être ramené à sa base,,.